# Beliātor
Beliātor är en ort i Indien.   Den ligger i distriktet Bānkurā och delstaten Västbengalen, i den östra delen av landet, 1 200 km sydost om huvudstaden New Delhi. Beliātor ligger 87 meter över havet och antalet invånare är 6 014.
Terrängen runt Beliātor är platt. Runt Beliātor är det tätbefolkat, med 493 invånare per kvadratkilometer. Närmaste större samhälle är Bankura, 18,1 km sydväst om Beliātor. Trakten runt Beliātor består till största delen av jordbruksmark.